# Shannonomyia (Shannonomyia) galindoi
Shannonomyia (Shannonomyia) galindoi is een tweevleugelige uit de familie steltmuggen (Limoniidae). De soort komt voor in het Neotropisch gebied.